# Сан Матео Куатепулко, Зона Куатепулко (Озумба)
Сан Матео Куатепулко, Зона Куатепулко (шп. San Mateo Cuatepulco, Zona Cuatepulco) насеље је у Мексику у савезној држави Мексико у општини Озумба. Насеље се налази на надморској висини од 2289 м.

## Становништво
Према подацима из 2010. године у насељу је живело 5 становника.

### Хронологија
| Година       | 2000        | 2005       | 2010 |
| ------------ | ----------- | ---------- | ---- |
| Становништво | 16 (6 / 10) | 15 (8 / 7) | 5    |

### Попис
| # | Индикатор                     | Вредност |
| - | ----------------------------- | -------- |
| 1 | Укупно домаћинстава           | 3        |
| 2 | Укупно насељених домаћинстава | 1        |
| 3 | Величина локације             | 1        |